# Нас двоє (альбом)
«Нас двоє» — третій студійний альбом співачки «Ольги Богомолець» та Ігора Жука. Здебільшого за віршами поетеси Ліни Костенко та Ігора Жука, але і за власними також. Випущений 2006 року лейблом «САМЕ ТАК!».

## Композиції
1. «Осінній день»
2. «Портрет»
3. «В пустелі...»
4. «Слова»
5. «Amore, amo»
6. «Що в нас було...»
7. «Ті журавлі...»
8. «Закований лицар»
9. «Освідчення»
10. «Мавка»
11. «Зоряний ноктюрн №2»
12. «Ялинка»
13. «Зоряний ноктюрн №3»
14. «Місячна соната»
15. «Гайдн. Прощальна симфонія»
16. «Адам і Єва»
17. «Колискова»
18. «Лист з неоліту»
19. «Руан»
20. «Любов Нансена»
21. «Розпусна вдовиця»
22. «Нас мало»

Музика — «Ольга Богомолець», слова — переважно Ігор Жук і Ольга Богомолець.